# Nagroda Leninowskiego Komsomołu
Nagroda Leninowskiego Komsomołu (ros. Премия Ленинского комсомола) – radziecka nagroda państwowa przyzywana przez Komsomoł.
Nagroda została ustanowiona dekretem Biura Komitetu Centralnego Komsomołu z 28 marca 1966 roku. Nadawana była młodym twórcom – członkom Komsomołu oraz zespołom i organizacjom za wybitne osiągnięcia w dziedzinie nauki, technologii, przemysłu, kultury, a także młodym ludziom, którzy zdobyli najwyższe osiągnięcia w Ogólnozwiązkowym Konkursie Socjalistycznym i którzy wykazali się inicjatywą twórczą.
Każdemu wyróżnionemu nagrodą przysługiwała odznaka oraz dyplom. Odznaka ma kształt kwadratowego bloczka o wymiarach 20 x 20 mm połączonego za pomocą oczek i pierścienia z prostokątną zawieszką pokrytą czerwoną wstążką. Na awersie odznaki widnieją stylizowane litery ВЛКСМ („WLKSM”, skrót od pełnej nazwy Komsomołu) oraz gałązka laurowa, na rewersie zaś napis ЛАУРЕАТ ПРЕМИИ ЛЕНИНСКОГО КОМСОМОЛА  („Laureat Nagrody Leninowskiego Komsomołu”) oraz numer odznaki. Całkowita wysokość odznaki wynosi 47 mm.